# Chính thể giáo hội

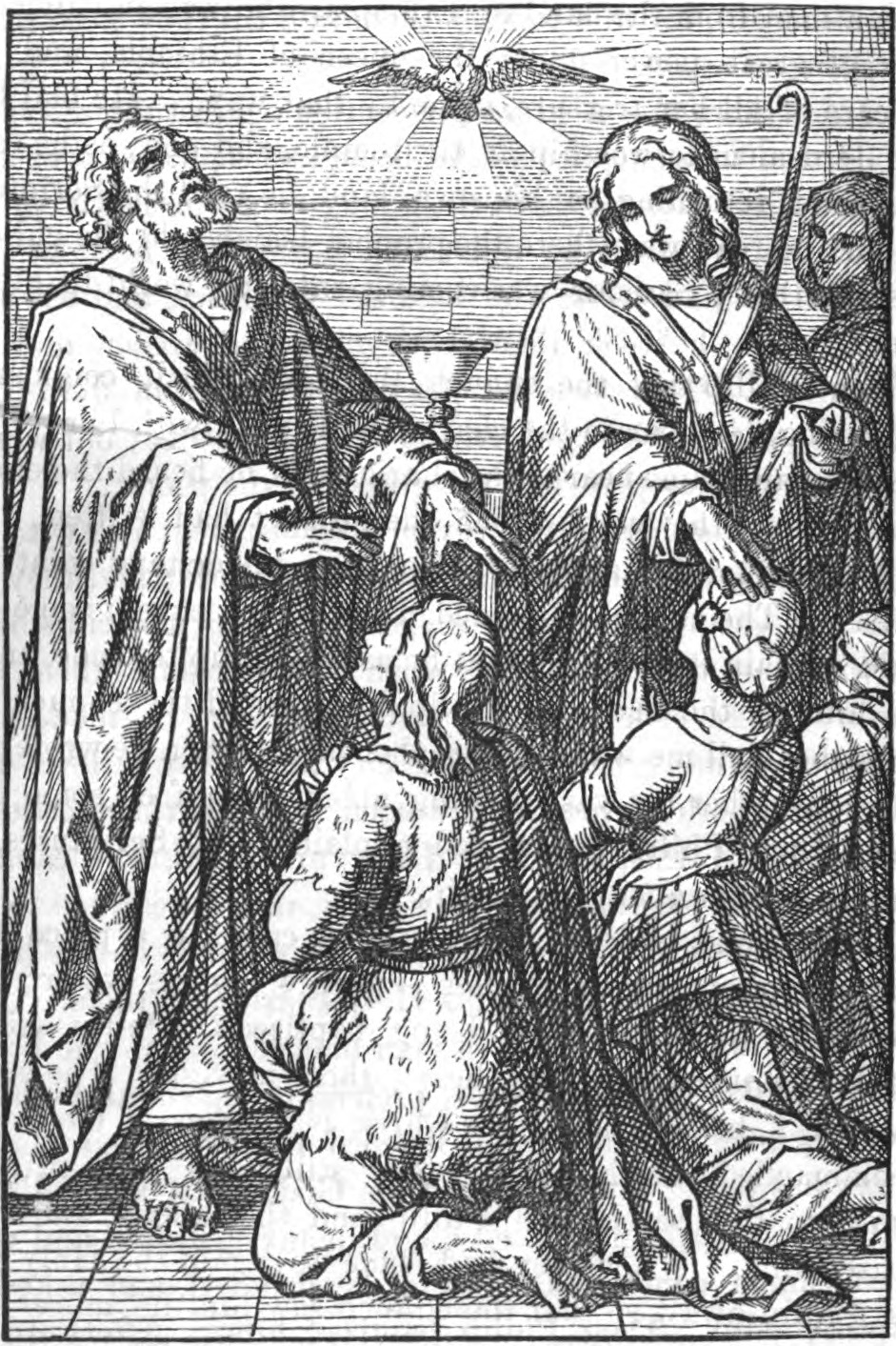
Các thánh Phêrô và Gioan Tông đồ đặt tay truyền chức thánh. Hình minh họa năm 1873.

Chính thể giáo hội là hình thái chính quyền của một Hội thánh, được phân làm hai dạng là tổ chức địa phương (giáo đoàn) và tổ chức hệ phái. Chính thể giáo hội quy định các chức vụ thừa tác trong một Hội thánh và quy định cấu trúc quyền lực giữa các Hội thánh. Phạm trù chính thể giáo hội có mối liên hệ sâu sắc với khoa giáo hội học, tức là khoa thần học nghiên cứu về Hội thánh.

## Lịch sử
Câu hỏi về hình thái chính quyền giáo hội đã sớm được ghi lại ngay từ các chương mở đầu sách Công vụ Tông đồ, đặt nền tảng cho các "cuộc tranh luận thần học về bản chất, vị trí của Hội thánh và vấn đề thi hành quyền bính trong Hội thánh". Hành động đầu tiên của Hội thánh được ghi chép trong sử liệu sau khi Đức Chúa Giêsu thăng thiên là bầu ra ông thánh Mátthia làm thành viên của Nhóm Mười Hai thay cho ông Giuđa Ítcariốt.
Trong cuộc Cải cách Kháng nghị, các nhà cải cách khẳng định rằng các sách Tân Ước đề xuất một hình thái chính quyền giáo hội khác so với chính quyền giáo hội của Giáo hội Công giáo và do đó, các Hội thánh Kháng Cách đã tiến hành tổ chức theo nhiều kiểu chính thể khác nhau. Cũng trong giai đoạn này, Linh mục Anh giáo Richard Hooker đã viết cuốn Of the Laws of Ecclesiastical Polity, với chương đầu tiên được xuất bản vào năm 1594, nhằm bảo vệ chính thể Giáo hội Anh bấy giờ đang chịu sự phản đối gay gắt từ phái Thanh giáo. Về chiều kích giáo hội học, Linh mục Hooker ưa thích dùng thuật ngữ chính thể hơn thuật ngữ chính quyền vì theo ông, thuật ngữ chính thể "bao gồm cả hình thái chính quyền của Hội thánh cũng như bất cứ điều gì khác thuộc về tổ chức của Hội thánh ở nơi công cộng."

## Phân loại
Có 4 loại chính thể giáo hội, đó là các chính thể giám mục, liên kết, trưởng lão và hội chúng.

### Chính thể giám mục
Giáo hội được đặt dưới sự cai quản của các giám mục được coi là giáo hội theo chính thể giám mục hay giáo hội giám mục chế. Từ "giám mục" bắt nguồn từ tiếng Hy Lạp cổ đại là ἐπίσκοπος epískopos (n.đ. 'người giám sát'). Trong Giáo hội Công giáo, các giám mục nắm quyền bính trên một giáo phận theo chiều kích bí tích và chiều kích chính trị; cụ thể, các giám mục có quyền truyền chức thánh, ban bí tích Thêm Sức, cử hành nghi lễ thánh hiến, giám sát các giáo sĩ giáo phận và đại diện cho giáo phận mình cả về phần thế tục lẫn trong hệ thống quản trị giáo hội.

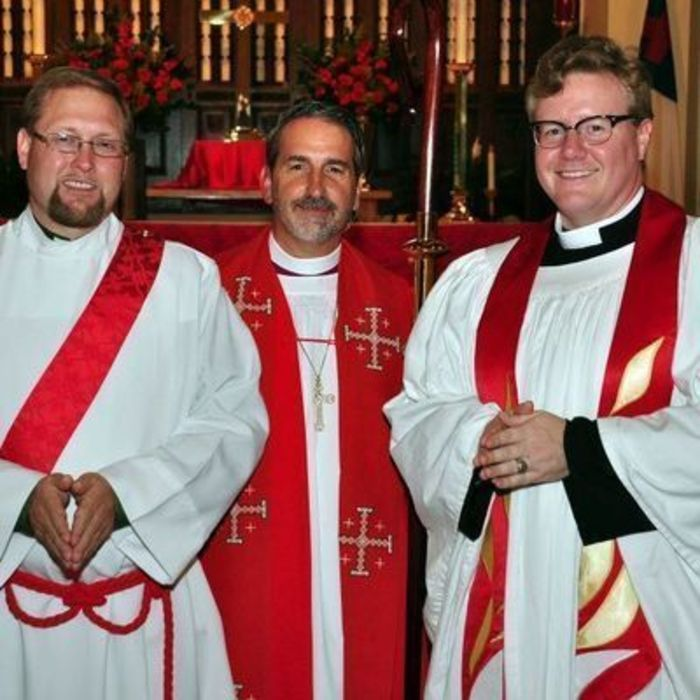
Ba giáo sĩ Anh giáo, lần lượt giữ chức chấp sự, giám mục và linh mục.

Các giám mục có thể được đặt dưới quyền bính của một giám mục cấp cao hơn (có thể là tổng giám mục, tổng giáo chủ/giám mục đô thành, thượng phụ, tùy theo truyền thống của Hội thánh; xem bài viết Giám mục). Các giám mục họp nhau trong một công đồng chung hoặc công nghị. Các công nghị này được triệu tập nhằm mục đích quản trị đối với các giáo phận tham gia công nghị hay chỉ đơn thuần là nhằm mục đích cố vấn. Trong chính thể giám mục, chức vị trưởng lão hay kỳ mục thuộc về các linh mục.
Các Hội thánh được cai quản bởi hàng giám mục không đơn thuần hoạt động theo cơ chế chuỗi mệnh lệnh. Quyền bính giáo hội thường được thực thi bởi công nghị và giám mục đoàn, còn một số quyền bính khác thuộc về các hội đồng giáo dân và hội đồng giáo sĩ. Mẫu hình quyền bính cũng phụ thuộc vào nhiều yếu tố khách quan như quyền lợi và danh dự được ban tặng cho một số giáo sĩ trong lịch sử.
Chính thể giám mục là hình thái quyền bính chủ đạo trong Giáo hội Công giáo, Giáo hội Chính thống giáo Đông phương, Giáo hội Chính thống giáo Cổ Đông phương và các Giáo hội Anh giáo. Hình thái này cũng phổ biến nơi các Hội thánh Giám lý, Hội thánh Luther, cùng một số Hội thánh theo truyền thống Ngũ tuần dành cho người Mỹ gốc Phi, chẳng hạn như Hội thánh của Đức Chúa Trời trong Đấng Christ và Hội thánh Baptist Phúc Âm Trọn Vẹn.

### Chính thể liên kết

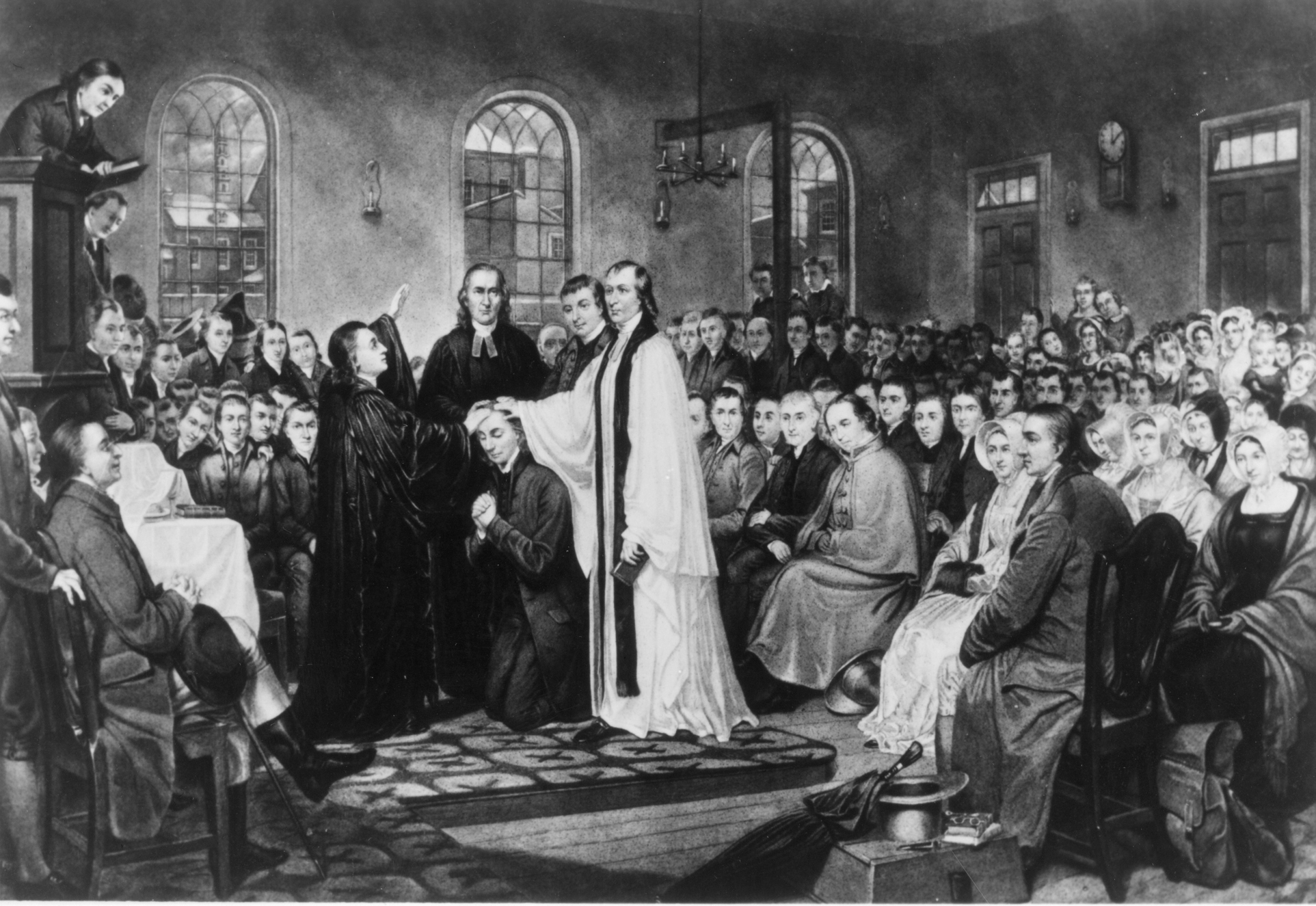
Tranh vẽ lễ tấn phong giám mục Francis Asbury thuộc phái Giám lý, năm 1784

Chính thể liên kết là một dạng phái sinh của chính thể giám mục, được nhiều Hội thánh theo Phong trào Giám lý và phái Wesley áp dụng. Chính thể liên kết nhấn mạnh rằng về bản chất, các thành viên trong Hội thánh phụ thuộc lẫn nhau ngang qua việc sống tình huynh đệ, bàn bạc, quản trị và giám sát. Một số Hội thánh Giám lý cũng có chức giám mục, tuy nhiên  các chức sắc này không nắm nhiều quyền bính như các giám mục của Hội thánh giám mục chế.
Chính thể liên kết là thuật ngữ gom chung đối với các Hội thánh Kitô giáo theo thuyết liên kết (connexionalism) – một nguyên lý trong thần học Giám lý. Theo Hội thánh Giám lý Liên hiệp, nguyên lý liên kết là nguyên lý thần học mà trong đó "tất cả các lãnh đạo và hội chúng liên kết với nhau bằng sự trung thành và cam kết hầu nâng đỡ và thay thế những mối bận tâm của Hội thánh địa phương".

### Cước chú
1. 1 2 3  Doe 2018, tr. 118.
2. ↑  Foakes-Jackson 1909; McGrade 2013, tr. xxxii.
3. ↑  "Bishop". Merriam-Webster.com. 2018. Truy cập ngày 17 tháng 6 năm 2018.
4. ↑  Dowley 2002, tr. 646.
5. ↑  Doe 2013, tr. 122.
6. ↑  "Connection". Sharing God's Gifts: Glossary of United Methodist Terms. Hội thánh Giám lý Liên hiệp. Truy cập ngày 18 tháng 6 năm 2018.

### Danh mục
- Becic, Marilyn Jean (1959). Richard Hooker and His Theory of Anglicanism (PDF) (Luận văn). Chicago: Loyola University. Truy cập ngày 17 tháng 6 năm 2018.
- Doe, Norman (2013). Christian Law: Contemporary Principles. Cambridge, England: Cambridge University Press. ISBN 978-1-107-00692-8.
- Dowley, Tim, biên tập (2002). Introduction to the History of Christianity. Minneapolis, Minnesota: Fortress Press.
- Foakes-Jackson, F. J. (1909). "'Of the Laws of Ecclesiastical Polity'". Trong Ward, A. W.; Waller, A. R. (biên tập). The Cambridge History of English and American Literature. New York: Bartleby (xuất bản 2000). ISBN 978-1-58734-073-4. Truy cập ngày 17 tháng 6 năm 2018.
- McGrade, Arthur Stephen (2013). Introduction. Of the Laws of Ecclesiastical Polity: A Critical Edition with Modern Spelling. Bởi Hooker, Richard. McGrade, Arthur Stephen (biên tập). Quyển 1. Oxford: Oxford University Press. tr. xv–cix. ISBN 978-0-19-960491-3.
- Strauch, Alexander (1995). Biblical Eldership: An Urgent Call to Restore Biblical Church Leadership (ấn bản thứ 3). Littleton, Colorado: Lewis & Roth Publishers.
- Viola, Frank; Barna, George (2008). Pagan Christianity: Exploring the Roots of Our Church Practices. Carol Stream, Illinois: Tyndale House. Bản gốc lưu trữ ngày 2 tháng 7 năm 2010. Truy cập ngày 17 tháng 6 năm 2018.